# ايزجي كارايل
ولدت إزجي كارايل توام الممثله "اويكو كارايل" في إسطنبول عام 1990.
تخرجت من كلية الفنون الجميلة بجامعة مرمرة، قسم التصميم الصناعي. بعد إكمال تدريبها في شركة معمارية تسمى Autoban، أصبحت شريكة في علامة تجارية لتصميم المجوهرات لإحدى زميلاتها في الدراسة. بعد التعامل مع التصميم وإدارة العلامات التجارية لفترة، قررت الدراسة في قسم تصميم الأزياء والتكنولوجيا في أكاديمية إسطنبول للأزياء في عام 2017. في عام 2018، انضمت إلى مسابقة مصممي الأزياء الشباب كوزا، والتي ضمت المواهب الشابة التركية في عالم الموضة، وفازت بالجائزة الأولى. مع منحة دراسية حكومية من IHKIB، حصلت على درجة الماجستير في Central Saint Martins، إحدى كليات الموضة المرموقة القليلة في العالم، في عام 2019. عاد إلى البلاد بعد إكمال تعليمه، وبدعم من IHKIB، أعد مجموعته المهنية الأولى لأسبوع الموضة في إسطنبول/منصة كارما في مارس.